# プレイヤード派
プレイヤード派 (la Pléiade) は、16世紀フランスの詩人たちのグループ。イタリア・ルネサンスの影響を受け、古代ギリシア・古代ローマの文芸を規範とした創作を主張した。日本では、プレイヤッド派、七星詩派などとも表記される。

## フランス語の「プレイヤード」
Pléiade(s) は、本来アトラースの七人の娘を指す。ここから転じて、七詩聖のことをプレイヤードと称する。古代ギリシャのプレイヤード、中世トゥールーズのプレイヤードなども存在するが、日本で「プレイヤード（派）」と言った場合、ルネサンス期のそれを指すのが一般的である。
なお、プレアデス星団（les Pléiades、昴）もアトラースの七人の娘を起源にもつ語であり、七星詩派はそちらに基づいた訳称である。

## ルネサンス期のプレイヤード
1553年に始動したが、実質的な出発点は1549年に公刊された宣言書『フランス語の擁護と顕揚』（邦訳、1943年）と見なされている。ジョアシャン・デュ・ベレーが執筆したものであり、当時（公用語であるラテン語に対し）俗語とされていたフランス語文学の中に、古典文芸の格調高さ、優美さを取り入れることを主張した。
ピエール・ド・ロンサールやデュ・ベレーを中心とするこの若き詩人たちの集団は、当初「ブリガード」（Brigade, 旅団の意）と称していたが、1556年に古代ギリシャのアレクサンドランの七詩聖にあやかって、プレイヤードと改称した。
17世紀の荒々しい時代にはまれな文化愛好家として知られたマルグリット・ド・ヴァロワはプレイヤード派を通じてウェルギリウスをはじめとした古典作品を読むようになったという。

### プレイヤード派の七人
誰を以てプレイヤード派の七人とするかには、いささか議論がある。ロンサールは何度か7人のリストを発表したが、没した詩人に代わって別の詩人が加わるなど、時期によっても異なるためである（ただし、デュ・ベレーのように、没後もリストに残され続けた者もいる）。
以下標準的なメンバーを掲げる。太字は固定的なメンバーである。
- ピエール・ド・ロンサール
- ジョアシャン・デュ・ベレー
- ジャン＝アントワーヌ・ド・バイフ
- ポンチュス・ド・チヤール
- ジャン・バスチエ・ド・ラ・ペリューズ- 1554年に没。
- レミ・ベロー- ラ・ペリューズの後任と目される。
- エチエンヌ・ジョデル
- ギヨーム・デ・ゾーテル- ジョデルの後任。
- ジャック・ペルチエ・デュ・マン
- ジャン・ドラ- ペルチエ・デュ・マンの後任。ロンサールやバイフらの師に当たる。